# Petr Pithart
Petr Pithart (ur. 2 stycznia 1941 w Kladnie) – czeski polityk, prawnik i naukowiec, działacz opozycji antykomunistycznej, w latach 1990–1992 premier Czech w ramach Czeskiej i Słowackiej Republiki Federacyjnej, w latach 1996–1998 i 2000–2004 przewodniczący Senatu.

## Życiorys
Ukończył studia prawnicze na Uniwersytecie Karola w Pradze. W latach 60. należał do Komunistycznej Partii Czechosłowacji, z której wystąpił w 1968 w proteście przeciwko interwencji wojsk Układu Warszawskiego. Zawodowo związany z macierzystą uczelnią jako nauczyciel akademicki (do 1971). Był również redaktorem pisma kulturalnego „Literární noviny”, pracownikiem przedsiębiorstwa zarządzającego dostawami wody oraz prawnikiem w Czechosłowackiej Akademii Nauk. Był zwalniany z pracy z powodów politycznych, dorabiał wówczas m.in. w zawodzie nocnego stróża i ogrodnika.
Zaangażowany w działalność opozycyjną, był jednym z pierwszych sygnatariuszy Karty 77, do 1989 organizował opozycyjne seminaria i publikował w prasie drugiego obiegu.
W 1989 współtworzył partię Forum Obywatelskie. W wolnych wyborach w 1990 został wybrany do Czeskiej Rady Narodowej. Od 1991 do 1996 był członkiem Ruchu Obywatelskiego, przekształconego w ugrupowanie liberalne. 6 lutego 1990 objął urząd premiera Czech, który sprawował do 2 lipca 1992. W tym samym roku jego ugrupowanie znalazło się poza parlamentem, Petr Pithart w latach 90. powrócił na uczelnię na stanowisko docenta na wydziale prawa. Od 1994 do 1997 był radnym dzielnicy Praga 1. W 1996 został wybrany do nowo powołanego Senatu, obejmując funkcję przewodniczącego, którą pełnił do 1998 i ponownie od 2000 do 2004. Był również pierwszym wiceprzewodniczącym i wiceprzewodniczącym wyższej izby czeskiego parlamentu, w której zasiadał nieprzerwanie do 2012. W międzyczasie w 1999 dołączył do Unii Chrześcijańskiej i Demokratycznej – Czechosłowackiej Partii Ludowej.
W styczniu 2003 ubiegał się o urząd prezydenta Czech jako kandydat Czwórkoalicji. We wszystkich trzech turach głosowania połączonych izb parlamentu zajmował drugie miejsce za Václavem Klausem (za jego kandydaturą głosowała przy tym większość senatorów). Nie doszło wówczas do ostatecznego rozstrzygnięcia, natomiast w kolejnych głosowaniach – przeprowadzonych w lutym 2003 i zakończonych zwycięstwem Václava Klausa – nie brał udziału jako kandydat.

## Odznaczenia
W 2004 został odznaczony Krzyżem Komandorskim z Gwiazdą Orderu Zasługi Rzeczypospolitej Polskiej. W 2018 otrzymał Order Podwójnego Białego Krzyża II klasy.